# Mřížovci
Mřížovci (Radiozoa) je kmen mořských jednobuněčných protistů, kteří vytvářejí své buňce mřížovité podpůrné struktury až ozdobné schránky s velkými otvory z oxidu křemičitého. Tyto křemičité schránky se v recentu usazují na dně moří v podobě radiolariového bahna, ve fosilním záznamu se z nich vytváří, a podle nich jmenuje, hornina radiolarit. Mohou se vyskytovat i v planktonu.
Bývali řazeni mezi kořenonožce jako třída Radiolaria, díky molekulární biologii se ale ukázalo, že tvoří vlastní kmen, spřízněný s dírkonošci a kmenem Cercozoa ve skupině Rhizaria.
Do mřížovců patří dvě hlavní linie – Polycystina/Polycystinea s křemičitou kostrou a Acantharia/Acantharea s kostrou tvořenou celestinem (síranem strontnatým). Do příbuznosti acanthareí patří i navržená skupina Taxopodida (obsahující např. rod Sticholonche), pro společný taxon byl navržen název Spasmaria.
Poslední analýzy navíc ukazují, že se v případě mřížovců pravděpodobně jedná o parafyletickou skupinu a přirozenou vyšší skupinou jsou Retaria obsahující navíc dírkonošce, ze které se nejprve odvětvuje linie Polycystinea a zbytek se dělí na Acantharea a Foraminifera.
První známí zástupci pocházejí již ze svrchního Kambria. V prvohorách převládaly radiálně souměrné tvary schránek, bilaterální se objevují přibližně ve svrchním Devonu.

## Stavba
Protoplasma de dělí blanitým pouzdrem (centrální kapsulou) na vnější a řidší ektoplasmu a vnitřní, hustší endoplasmu. Najdeme u nich dva typy panožek, a to pevnější axopodie vyztušené osním vláknem a jemnější filopodie. Kostru tvoří jehličky opálu, které se spojují do složitých mřížovitých struktur s různou symetrií, přičemž jehlice přirostlé z obou konců se nazývají spojovací sloupky (bary). Otvory mezi nimi označujeme jako póry. Jehlice, které jsou se schránkou přirostlé pouze jedním koncem, si tento název ponechají. 
U schránek nalezneme tři základní typy stěn. První je mřížovitá (ang. latticed), u které síťovitě srostlé jehlice zanechávají výrazné, převážně hexagonální póry. Houbovité (ang. spongy) stěny se naopak vyznačují velmi malými, nevýraznými póry zasazenými do trojrozměrné struktury silných sloupků, a ploténkovitě perforované (ang. perforate plate) stěny poznáme podle souvislé vrstvy kosterní hmoty s malými póry.